# Пикаловы
Пикаловы — дворянский род.
Фамилии Пикаловых Российскому Престолу служили дворянские службы в разных чинах и верстаны были в 1633 и других годах поместным окладом. Московским Дворянским Депутатским Собранием род Пикаловых внесен в родословную книгу, в 6-ю часть, древнего дворянства.

## Описание герба
Щит, разделенный горизонтально надвое, имеет верхнюю половину голубого, а нижнюю составленную из золотых и серебряных шахмат, из коих виден до половины выходящий лев с мечом.
Щит увенчан дворянскими шлемом и короной. Нашлемник: согбенная в латах рука с мечем. Намет на щите голубой, подложенный серебром. Герб рода Пикаловых внесен в Часть 8 Общего гербовника дворянских родов Всероссийской империи, стр. 77.